# Bielany (powiat Sokołowski)
Bielany is een dorp in het Poolse woiwodschap Mazovië, in het district Sokołowski. De plaats maakt deel uit van de gemeente Bielany en telt 180 inwoners.